# Militära grader i Storbritannien
Här nedan följer graderna inom Storbritanniens väpnade styrkor och deras finländska och svenska motsvarigheter.

## Royal Navy

### Officerare
| Officersgrader i Storbritanniens kungliga flotta                                                               | Officersgrader i Storbritanniens kungliga flotta | Officersgrader i Storbritanniens kungliga flotta | Officersgrader i Storbritanniens kungliga flotta | Officersgrader i Storbritanniens kungliga flotta | Officersgrader i Storbritanniens kungliga flotta | Officersgrader i Storbritanniens kungliga flotta | Officersgrader i Storbritanniens kungliga flotta | Officersgrader i Storbritanniens kungliga flotta | Officersgrader i Storbritanniens kungliga flotta | Officersgrader i Storbritanniens kungliga flotta | Officersgrader i Storbritanniens kungliga flotta | Officersgrader i Storbritanniens kungliga flotta |
| NATO-kod | OF-10                                            | OF-9                                             | OF-8                                             | OF-7                                             | OF-6                                             | OF-5                                             | OF-4                                             | OF-3                                             | OF-2                                             | OF-1                                             | OF-1                                             | OF (D)                                           |
| --- | ------------------------------------------------ | ------------------------------------------------ | ------------------------------------------------ | ------------------------------------------------ | ------------------------------------------------ | ------------------------------------------------ | ------------------------------------------------ | ------------------------------------------------ | ------------------------------------------------ | ------------------------------------------------ | ------------------------------------------------ | ------------------------------------------------ |
| Axelklaff |                                                  |                                                  |                                                  |                                                  |                                                  |                                                  |                                                  |                                                  |                                                  |                                                  |                                                  |                                                  |
| Kragspegel | saknas                                           | saknas                                           | saknas                                           | saknas                                           | saknas                                           | saknas                                           | saknas                                           | saknas                                           | saknas                                           | saknas                                           |                                                  | saknas                                           |
| Ärm |                                                  |                                                  |                                                  |                                                  |                                                  |                                                  |                                                  |                                                  |                                                  |                                                  | saknas                                           | saknas                                           |
| Grad | Admiral of the Fleet1                            | Admiral                                          | Vice Admiral                                     | Rear Admiral                                     | Commodore                                        | Captain                                          | Commander                                        | Lieutenant Commander                             | Lieutenant                                       | Sub-Lieutenant                                   | Midshipman                                       | Officer Cadet                                    |
| Förkortning | Adm. of the Fleet                                | Adm                                              | VAdm                                             | RAdm                                             | Cdre                                             | Capt                                             | Cdr                                              | Lt Cdr                                           | Lt                                               | Sub Lt                                           | Mid                                              | OC                                               |
| Motsv. i Finlands marin                                                                                        | Motsvarighet saknas                              | Amiral                                           | Viceamiral                                       | Konteramiral                                     | Flottiljamiral                                   | Kommodor                                         | Kommendör                                        | Kommendörkapten                                  | Kaptenlöjtnant                                   | Premiärlöjtnant Löjtnant Underlöjtnant           | Premiärlöjtnant Löjtnant Underlöjtnant           | Officersaspirant Officerselev                    |
| Motsv. i Sveriges flotta                                                                                       | Motsvarighet saknas                              | Amiral                                           | Viceamiral                                       | Konteramiral                                     | Flottiljamiral                                   | Kommendör                                        | Kommendörkapten                                  | Örlogskapten                                     | Kapten                                           | Löjtnant                                         | Fänrik                                           | Kadett                                           |
| 1 Hedersgrad som numera endast utdelas till seniora medlemmar av kungahuset eller pensionerade försvarschefer. |                                                  |                                                  |                                                  |                                                  |                                                  |                                                  |                                                  |                                                  |                                                  |                                                  |                                                  |                                                  |

### Underofficerare och manskap
| Underofficer och manskapsgrader i Storbritanniens kungliga flotta | Underofficer och manskapsgrader i Storbritanniens kungliga flotta | Underofficer och manskapsgrader i Storbritanniens kungliga flotta | Underofficer och manskapsgrader i Storbritanniens kungliga flotta | Underofficer och manskapsgrader i Storbritanniens kungliga flotta | Underofficer och manskapsgrader i Storbritanniens kungliga flotta | Underofficer och manskapsgrader i Storbritanniens kungliga flotta | Underofficer och manskapsgrader i Storbritanniens kungliga flotta | Underofficer och manskapsgrader i Storbritanniens kungliga flotta | Underofficer och manskapsgrader i Storbritanniens kungliga flotta | Underofficer och manskapsgrader i Storbritanniens kungliga flotta | Underofficer och manskapsgrader i Storbritanniens kungliga flotta | Underofficer och manskapsgrader i Storbritanniens kungliga flotta |
| NATO-kod                                                          | OR-9                                                              | OR-8                                                              | OR-7                                                              | OR-6                                                              | OR-5                                                              | OR-4                                                              | OR-3                                                              | OR-2                                                              | OR-1                                                              |                                                                   |                                                                   |                                                                   |
| ----------------------------------------------------------------- | ----------------------------------------------------------------- | ----------------------------------------------------------------- | ----------------------------------------------------------------- | ----------------------------------------------------------------- | ----------------------------------------------------------------- | ----------------------------------------------------------------- | ----------------------------------------------------------------- | ----------------------------------------------------------------- | ----------------------------------------------------------------- | ----------------------------------------------------------------- | ----------------------------------------------------------------- | ----------------------------------------------------------------- |
| Ärmmärke                                                          |                                                                   |                                                                   |                                                                   |                                                                   |                                                                   |                                                                   |                                                                   |                                                                   |                                                                   |                                                                   |                                                                   |                                                                   |
| Grad                                                              | Warrant Officer Class 1                                           | Warrant Officer Class 21                                          | Chief Petty Officer                                               | Petty Officer                                                     | Petty Officer                                                     | Leading Seaman                                                    | motsvarighet saknas                                               | Able Seaman                                                       | motsvarighet saknas                                               |                                                                   |                                                                   |                                                                   |
| Förkortning                                                       | WO1                                                               | WO2                                                               | CPO                                                               | PO                                                                | PO                                                                | AB                                                                | –                                                                 | –                                                                 | –                                                                 |                                                                   |                                                                   |                                                                   |
| Motsv. i Finlands marin                                           | Militärmästare                                                    | Överbåtsman                                                       | Båtsman                                                           | Översergeant                                                      | Sergeant                                                          | Undersergeant                                                     |                                                                   | Matros                                                            |                                                                   |                                                                   |                                                                   |                                                                   |
| Motsv. i Sveriges flotta                                          | Flottiljförvaltare                                                | Förvaltare                                                        | Fanjunkare                                                        | Översergeant Sergeant                                             | Överfurir Furir                                                   | Korpral                                                           |                                                                   | Menig 3 Menig 4                                                   |                                                                   |                                                                   |                                                                   |                                                                   |
| 1 Graden fasades ut under 2014.                                   |                                                                   |                                                                   |                                                                   |                                                                   |                                                                   |                                                                   |                                                                   |                                                                   |                                                                   |                                                                   |                                                                   |                                                                   |

## Royal Marines

### Officerare
| NATO-kod        | OF-10           | OF-9               | OF-8               | OF-7          | OF-6          | OF-5               | OF-4               | OF-3    | OF-2       | OF-1              | OF-1              | OF-(D)        |  |
| --------------- | --------------- | ------------------ | ------------------ | ------------- | ------------- | ------------------ | ------------------ | ------- | ---------- | ----------------- | ----------------- | ------------- |  |
| Royal Navy      |                 |                    |                    |               |               |                    |                    |         |            |                   |                   |               |  |
| Captain General | General         | Lieutenant General | Major General      | Brigadier     | Colonel       | Lieutenant Colonel | Major              | Captain | Lieutenant | Second Lieutenant | Officer Cadet     |               |  |
|                 | Captain General | General            | Lieutenant-General | Major-General | Brigadier     | Colonel            | Lieutenant-Colonel | Major   | Captain    | Lieutenant        | Second-Lieutenant | Officer Cadet |  |
|                 | Fältmarskalk    | General            | Generallöjtnant    | Generalmajor  | Brigadgeneral | Överste            | Överstelöjtnant    | Major   | Kapten     | Löjtnant          | Fänrik            | Kadett        |  |
|                 |                 |                    |                    |               |               |                    |                    |         |            |                   |                   |               |  |

### Underofficerare och manskap
| NATO-kod   | OR-9                   | OR-8                            | OR-7                | OR-6                | OR-5    | OR-4              | OR-3           | OR-2                | OR-1 |
| ---------- | ---------------------- | ------------------------------- | ------------------- | ------------------- | ------- | ----------------- | -------------- | ------------------- | ---- |
| Royal Navy |                        |                                 |                     |                     |         |                   |                |                     |      |
| Conductor  | Quartermaster Sergeant | Oficial Tècnic de Segona Classe | Sergent de Personal | saknar motsvarighet | Caporal | Soldat de Primera | Marine         | saknar motsvarighet |      |
|            | Warrant Officer 1      | Warrant Officer 2               | Colour Sergeant     | Sergeant            | –       | Corporal          | Lance Corporal | Marine              | –    |
|            | Regementsförvaltare    | Förvaltare                      | Fanjunkare          | Förste sergeant     | –       | Korpral           | Vicekorpral    | Menig               | –    |

Källa:

## British Army

### Officerare
| Officersgrader i Storbritanniens armé                                                                          | Officersgrader i Storbritanniens armé | Officersgrader i Storbritanniens armé | Officersgrader i Storbritanniens armé | Officersgrader i Storbritanniens armé | Officersgrader i Storbritanniens armé | Officersgrader i Storbritanniens armé | Officersgrader i Storbritanniens armé | Officersgrader i Storbritanniens armé | Officersgrader i Storbritanniens armé | Officersgrader i Storbritanniens armé | Officersgrader i Storbritanniens armé | Officersgrader i Storbritanniens armé |
| NATO-kod | OF-10                                 | OF-9                                  | OF-8                                  | OF-7                                  | OF-6                                  | OF-5                                  | OF-4                                  | OF-3                                  | OF-2                                  | OF-1                                  | OF-1                                  | OF (D)                                |
| --- | ------------------------------------- | ------------------------------------- | ------------------------------------- | ------------------------------------- | ------------------------------------- | ------------------------------------- | ------------------------------------- | ------------------------------------- | ------------------------------------- | ------------------------------------- | ------------------------------------- | ------------------------------------- |
| Axelklaff |                                       |                                       |                                       |                                       |                                       |                                       |                                       |                                       |                                       |                                       |                                       |                                       |
| Grad | Field Marshal1                        | General                               | Lieutenant-General                    | Major-General                         | Brigadier                             | Colonel                               | Lieutenant-Colonel                    | Major                                 | Captain                               | Lieutenant                            | Second-Lieutenant                     | Cadet Officer                         |
| Förkortning | FM                                    | Gen                                   | Lt Gen                                | Maj Gen                               | Brig                                  | Col                                   | Lt Col                                | Maj                                   | Capt                                  | Lt                                    | 2Lt                                   | OCdt                                  |
| Motsv. i Finlands armé                                                                                         | Motsvarighet saknas                   | General                               | Generallöjtnant                       | Generalmajor                          | Brigadgeneral                         | Överste                               | Överstelöjtnant                       | Major                                 | Kapten                                | Premiärlöjtnant Löjtnant Fänrik       | Premiärlöjtnant Löjtnant Fänrik       | Officersaspirant Officerselev         |
| Motsv. i Sveriges armé                                                                                         | Motsvarighet saknas                   | General                               | Generallöjtnant                       | Generalmajor                          | Brigadgeneral                         | Överste                               | Överstelöjtnant                       | Major                                 | Kapten                                | Löjtnant                              | Fänrik                                | Kadett                                |
| 1 Hedersgrad som numera endast utdelas till seniora medlemmar av kungahuset eller pensionerade försvarschefer. |                                       |                                       |                                       |                                       |                                       |                                       |                                       |                                       |                                       |                                       |                                       |                                       |

### Underofficerare och manskap
| Underofficers och manskapsgrader i Storbritanniens armé                            | Underofficers och manskapsgrader i Storbritanniens armé | Underofficers och manskapsgrader i Storbritanniens armé | Underofficers och manskapsgrader i Storbritanniens armé | Underofficers och manskapsgrader i Storbritanniens armé | Underofficers och manskapsgrader i Storbritanniens armé | Underofficers och manskapsgrader i Storbritanniens armé | Underofficers och manskapsgrader i Storbritanniens armé | Underofficers och manskapsgrader i Storbritanniens armé | Underofficers och manskapsgrader i Storbritanniens armé | Underofficers och manskapsgrader i Storbritanniens armé | Underofficers och manskapsgrader i Storbritanniens armé | Underofficers och manskapsgrader i Storbritanniens armé |
| NATO-kod                                                                           | OR-9                                                    | OR-9                                                    | OR-9                                                    | OR-8                                                    | OR-8                                                    | OR-7                                                    | OR-6                                                    | OR-5                                                    | OR-4                                                    | OR-3                                                    | OR-2                                                    | OR-1                                                    |
| ---------------------------------------------------------------------------------- | ------------------------------------------------------- | ------------------------------------------------------- | ------------------------------------------------------- | ------------------------------------------------------- | ------------------------------------------------------- | ------------------------------------------------------- | ------------------------------------------------------- | ------------------------------------------------------- | ------------------------------------------------------- | ------------------------------------------------------- | ------------------------------------------------------- | ------------------------------------------------------- |
| Ärmmärke                                                                           |                                                         |                                                         |                                                         |                                                         |                                                         |                                                         |                                                         | saknas                                                  |                                                         |                                                         | saknas                                                  | saknas                                                  |
| Grad                                                                               | Army Sergeant Major1                                    | Warrant Officer Class 1                                 | Warrant Officer Class 1                                 | Warrant Officer Class 2                                 | Warrant Officer Class 2                                 | Staff Sergeant Colour Sergeant                          | Sergeant                                                | saknas                                                  | Corporal                                                | Lance Corporal                                          | Private                                                 | Private                                                 |
| Förkortning                                                                        | -                                                       | -                                                       | -                                                       | -                                                       | -                                                       | -                                                       | -                                                       | –                                                       | -                                                       | -                                                       | -                                                       | -                                                       |
| Motsv. i Finlands armé                                                             | saknar motsvarighet                                     | Militärmästare                                          | Militärmästare                                          | Överfältväbel                                           | Överfältväbel                                           | Fältväbel                                               | Översergeant                                            | –                                                       | Undersergeant                                           | Korpral                                                 | Soldat                                                  | Rekryt                                                  |
| Motsv. i Sveriges armé                                                             | saknar motsvarighet                                     | Regementsförvaltare                                     | Regementsförvaltare                                     | Förvaltare                                              | Förvaltare                                              | Fanjunkare                                              | Översergeant Sergeant                                   | –                                                       | Korpral                                                 | Vicekorpral                                             | Menig 4 Menig 3                                         | Menig 2 Menig 1 Menig                                   |
| 1Befattningen som innehas av endast en underofficer samtidigt introducerades 2015. |                                                         |                                                         |                                                         |                                                         |                                                         |                                                         |                                                         |                                                         |                                                         |                                                         |                                                         |                                                         |

## Royal Air Force

### Officerare
| Officersgrader i Storbritanniens kungliga flygvapen                                                            | Officersgrader i Storbritanniens kungliga flygvapen | Officersgrader i Storbritanniens kungliga flygvapen | Officersgrader i Storbritanniens kungliga flygvapen | Officersgrader i Storbritanniens kungliga flygvapen | Officersgrader i Storbritanniens kungliga flygvapen | Officersgrader i Storbritanniens kungliga flygvapen | Officersgrader i Storbritanniens kungliga flygvapen | Officersgrader i Storbritanniens kungliga flygvapen | Officersgrader i Storbritanniens kungliga flygvapen | Officersgrader i Storbritanniens kungliga flygvapen | Officersgrader i Storbritanniens kungliga flygvapen | Officersgrader i Storbritanniens kungliga flygvapen |
| NATO-kod | OF-10                                               | OF-9                                                | OF-8                                                | OF-7                                                | OF-6                                                | OF-5                                                | OF-4                                                | OF-3                                                | OF-2                                                | OF-1                                                | OF-1                                                | OF (D)                                              |
| --- | --------------------------------------------------- | --------------------------------------------------- | --------------------------------------------------- | --------------------------------------------------- | --------------------------------------------------- | --------------------------------------------------- | --------------------------------------------------- | --------------------------------------------------- | --------------------------------------------------- | --------------------------------------------------- | --------------------------------------------------- | --------------------------------------------------- |
| Axelklaff |                                                     |                                                     |                                                     |                                                     |                                                     |                                                     |                                                     |                                                     |                                                     |                                                     |                                                     | saknas                                              |
| Kragspegel | saknas                                              | saknas                                              | saknas                                              | saknas                                              | saknas                                              | saknas                                              | saknas                                              | saknas                                              | saknas                                              | saknas                                              | saknas                                              |                                                     |
| Mässdräkt (ärm & axelklaff)                                                                                    |                                                     |                                                     |                                                     |                                                     |                                                     |                                                     |                                                     |                                                     |                                                     |                                                     |                                                     | saknas                                              |
| Ärm |                                                     |                                                     |                                                     |                                                     |                                                     |                                                     |                                                     |                                                     |                                                     |                                                     |                                                     | saknas                                              |
| Grad | Marshal of the Royal Air Force1                     | Air Chief Marshal                                   | Air Marshal                                         | Air Vice-Marshal                                    | Air Commodore                                       | Group Captain                                       | Wing Commander                                      | Squadron Leader                                     | Flight Lieutenant                                   | Flying Officer                                      | Pilot Officer2                                      | Officer Cadet                                       |
| Förkortning | MRAF                                                | Air Chf Mshl                                        | Air Mshl                                            | AVM                                                 | Air Cdre                                            | Gp Capt                                             | Wg Cdr                                              | Sqn Ldr                                             | Flt Lt                                              | Fg Off                                              | Plt Off                                             | Off Cdt                                             |
| Motsv. i Finlands flygvapen                                                                                    | Motsvarighet saknas                                 | General                                             | Generallöjtnant                                     | Generalmajor                                        | Brigadgeneral                                       | Överste                                             | Överstelöjtnant                                     | Major                                               | Kapten                                              | Premiärlöjtnant Löjtnant Fänrik                     | Premiärlöjtnant Löjtnant Fänrik                     | Officersaspirant Officerselev                       |
| Motsv. i Sveriges flygvapen                                                                                    | Motsvarighet saknas                                 | General                                             | Generallöjtnant                                     | Generalmajor                                        | Brigadgeneral                                       | Överste                                             | Överstelöjtnant                                     | Major                                               | Kapten                                              | Löjtnant                                            | Fänrik                                              | Kadett                                              |
| 1 Hedersgrad som numera endast utdelas till seniora medlemmar av kungahuset eller pensionerade försvarschefer. |                                                     |                                                     |                                                     |                                                     |                                                     |                                                     |                                                     |                                                     |                                                     |                                                     |                                                     |                                                     |
| 2 Kan även vara gradbeteckning för Acting Pilot Officer                                                        |                                                     |                                                     |                                                     |                                                     |                                                     |                                                     |                                                     |                                                     |                                                     |                                                     |                                                     |                                                     |

### Underofficerare och manskap
| Underofficers och manskapsgrader i Storbritanniens kungliga flygvapen | Underofficers och manskapsgrader i Storbritanniens kungliga flygvapen | Underofficers och manskapsgrader i Storbritanniens kungliga flygvapen | Underofficers och manskapsgrader i Storbritanniens kungliga flygvapen | Underofficers och manskapsgrader i Storbritanniens kungliga flygvapen | Underofficers och manskapsgrader i Storbritanniens kungliga flygvapen | Underofficers och manskapsgrader i Storbritanniens kungliga flygvapen | Underofficers och manskapsgrader i Storbritanniens kungliga flygvapen | Underofficers och manskapsgrader i Storbritanniens kungliga flygvapen | Underofficers och manskapsgrader i Storbritanniens kungliga flygvapen  | Underofficers och manskapsgrader i Storbritanniens kungliga flygvapen | Underofficers och manskapsgrader i Storbritanniens kungliga flygvapen | Underofficers och manskapsgrader i Storbritanniens kungliga flygvapen |
| NATO-kod                                                              | OR-9                                                                  | OR-8                                                                  | OR-7                                                                  | OR-7                                                                  | OR-6                                                                  | OR-5                                                                  | OR-4                                                                  | OR-3                                                                  | OR-2                                                                   | OR-1                                                                  |                                                                       |                                                                       |
| --------------------------------------------------------------------- | --------------------------------------------------------------------- | --------------------------------------------------------------------- | --------------------------------------------------------------------- | --------------------------------------------------------------------- | --------------------------------------------------------------------- | --------------------------------------------------------------------- | --------------------------------------------------------------------- | --------------------------------------------------------------------- | ---------------------------------------------------------------------- | --------------------------------------------------------------------- | --------------------------------------------------------------------- | --------------------------------------------------------------------- |
| Ärmmärke                                                              |                                                                       | –                                                                     |                                                                       |                                                                       |                                                                       |                                                                       |                                                                       |                                                                       |                                                                        | saknas                                                                |                                                                       |                                                                       |
| Grad                                                                  | Warrant Officer                                                       | saknar motsvarighet                                                   | Flight Sergeant                                                       | Chief Technician                                                      | Sergeant                                                              | Sergeant                                                              | Corporal                                                              | Lance Corporal1                                                       | Senior Aircraftman (Technician) Senior Aircraftman Leading Aircraftman | Aircraftman                                                           |                                                                       |                                                                       |
| Förkortning                                                           | WO                                                                    | –                                                                     | FS                                                                    | Chf Tech                                                              | Sgt                                                                   | Sgt                                                                   | Cpl                                                                   | L/Cpl                                                                 | SAC Tech SAC LAC                                                       | AC                                                                    |                                                                       |                                                                       |
| Ärmmärke                                                              |                                                                       | –                                                                     |                                                                       |                                                                       |                                                                       |                                                                       |                                                                       |                                                                       |                                                                        |                                                                       |                                                                       |                                                                       |
| Grad (i flygtjänst)                                                   | RAF Master Aircrew                                                    | –                                                                     | RAF Flight Sergeant Aircrew                                           | RAF Flight Sergeant Aircrew                                           | RAF Sergeant Aircrew                                                  | RAF Sergeant Aircrew                                                  |                                                                       |                                                                       |                                                                        |                                                                       |                                                                       |                                                                       |
| Förkortning                                                           | MAcr                                                                  | –                                                                     | -                                                                     | -                                                                     | -                                                                     | -                                                                     |                                                                       |                                                                       |                                                                        |                                                                       |                                                                       |                                                                       |
| Motsv. i Finlands flygvapen                                           | Militärmästare                                                        | –                                                                     | Fältväbel                                                             | Fältväbel                                                             | Översergeant                                                          | Sergeant                                                              | Undersergeant                                                         | Korpral                                                               | Soldat                                                                 | Rekryt                                                                |                                                                       |                                                                       |
| Motsv. i Sveriges flygvapen                                           | Flottiljförvaltare                                                    | –                                                                     | Fanjunkare                                                            | Fanjunkare                                                            | Översergeant Sergeant                                                 | Överfurir Furir                                                       | Korpral                                                               | Vicekorpral                                                           | Menig 4 Menig 3                                                        | Menig 2 Menig 1 Menig                                                 |                                                                       |                                                                       |
| 1 Graden förekommer endast i Royal Air Force Regiment.                |                                                                       |                                                                       |                                                                       |                                                                       |                                                                       |                                                                       |                                                                       |                                                                       |                                                                        |                                                                       |                                                                       |                                                                       |